# Ehrenkränzlein

Ehrenkränzlein im Tiroler Wappen

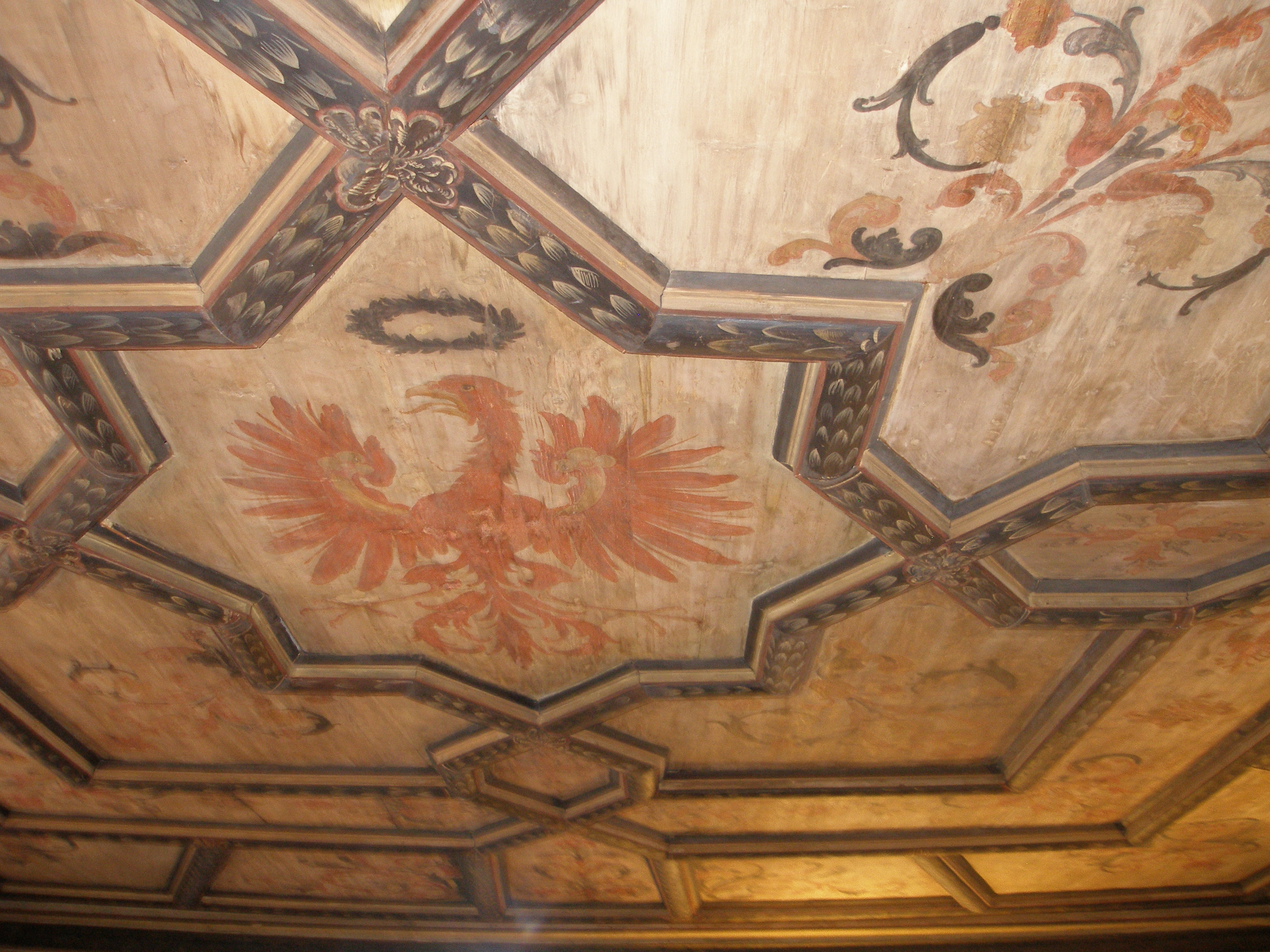
Der Tiroler Adler mit dem Ehrenkränzel an der Decke im Alten Rathaus von Bozen, um 1600

Ehrenkränzlein, auch Ehrenkränzel, wird in der Heraldik ein Lorbeerkranz hinter dem Kopf des roten Tiroler Adlers im Wappen bezeichnet. Bekannt ist diese Wappenfigur bereits seit dem 16. Jahrhundert. Erst 1921 ist das Ehrenkränzlein durch die Verfassung anerkannt worden. 
In Wappenbeschreibungen werden aus dem Ehrenkränzlein gelegentlich zwei Lorbeerzweige.